# Visitors (serie televisiva)
Visitors (V) è una serie televisiva statunitense di fantascienza creata da Kenneth Johnson e andata in onda per la prima volta negli Stati Uniti d'America dal 1984 al 1985.
È il sequel di V - Visitors, serie andata in onda in Italia e comprendente due miniserie TV statunitensi:  V e V: The final battle.
Il successo delle due miniserie negli Stati Uniti spinse alla produzione di una ulteriore stagione che però, dato il calo degli ascolti, venne interrotta dopo 19 puntate. Fu trasmessa in Italia per la prima volta nel 1986 sulla rete televisiva Canale 5.
La suggestiva colonna sonora di introduzione è di Barry De Vorzon, lo stesso che ha scritto la colonna sonora del film I Guerrieri della Notte.

## Trama
La serie è il prosieguo della storia della lotta fra i terrestri e i rettiliani extraterrestri camuffati da esseri umani presente nelle due precedenti miniserie. Dopo la sua cattura Diana, uno dei capi degli alieni, riesce a fuggire e a mandare un segnale intergalattico ai suoi simili che tornano così sulla terra dopo la sconfitta. Riprende dunque la guerra tra umani e visitatori fino a quando il capo supremo di questi propone la pace. Nell'episodio conclusivo della prima stagione (girato solo parzialmente a causa della cancellazione della serie) si sarebbe però scoperto che la resa dei visitatori voluta dal capo supremo era solo una messa in scena.

## Episodi
| Stagione       | Episodi | Prima TV USA | Prima TV Italia |
| -------------- | ------- | ------------ | --------------- |
| Prima stagione | 19      | 1984-1985    | 1986            |